# Tatti Sanguineti
Gaetano Sanguineti, detto Tatti (Savona, 15 novembre 1946), è un critico cinematografico, giornalista e autore televisivo italiano.

## Biografia
Critico cinematografico fin dagli anni '70, nei primi anni ottanta ha lavorato nel campo del cinema come organizzatore per la Mostra del Cinema di Venezia, Incontri Cinematografici di Salsomaggiore e Taormina Film Fest.
Come giornalista ha collaborato con La Repubblica, Panorama e L'Europeo.
Tra il 1986 e il 1993 ha partecipato a diverse trasmissioni di Raitre come Fuori orario. Cose (mai) viste, Va' pensiero e Fluff. Nel 1989 inizia la lunga collaborazione con Piero Chiambretti, come coautore e a volte spalla nei suoi programmi televisivi Prove tecniche di trasmissione, Prove tecniche di Mundiàl, Goodbye Cortina, Il portalettere, Telegiornale zero e Chiambretti Night, dove ha rivestito il ruolo di "Guardia della garitta 17".
Oltre a interpretare sé stesso nel documentario Belluscone - Una storia siciliana (2014) di Franco Maresco e in un episodio della fiction 1992 (2015), ha inoltre recitato in alcuni film, sceneggiato e diretto diversi documentari e per un breve periodo è stato conduttore del programma radiofonico Hollywood Party di Rai Radio 3.
È coordinatore del progetto di ricerca Italia Taglia, del Ministero dello Spettacolo e dall'Anica, sul tema della censura cinematografica in Italia: per esso ha anche pubblicato due volumi monografici dedicati a Totò e Carolina di Mario Monicelli e La spiaggia di Alberto Lattuada.
Negli anni duemila ha curato alcune strisce tematiche per Sky Cinema, mentre nel decennio successivo è passato a Mediaset, occupandosi su Iris delle rubriche Storie di cinema e Note di cinema e su Cine34 con Segreti di cinema.

## Filmografia

### Attore
- Sogni d'oro, regia di Nanni Moretti (1981)
- Piso pisello, regia di Peter Del Monte (1981)
- Metropoli, regia di Mario Franco (1983)
- Visioni private, regia di Francesco Calogero (1989)
- C'è posto per tutti, regia di Giancarlo Planta (1990)
- Cuba libre - Velocipedi ai tropici, regia di David Riondino (1997)
- Una vita non violenta, regia di David Emmer (1999)
- Il caimano, regia di Nanni Moretti (2006)
- Le rose del deserto, regia di Mario Monicelli (2006)
- Fuga dal call center, regia di Federico Rizzo (2008)
- Il grande sogno, regia di Michele Placido (2009)
- Due vite per caso, regia di Alessandro Aronadio (2010)
- Aspirante vedovo, regia di Massimo Venier (2013)
- 1992 - serie TV, 1 episodio (2015)
- Amore tra le rovine, regia di Massimo Alì Mohammad (2015)
- 999 - L'altra anima del calcio, regia di Federico Rizzo (2023)

### Sceneggiatore
- L'ultima mazurka, regia di Gianfranco Bettetini (1986)
- La tivù di Fellini, cortometraggio, regia di Tatti Sanguineti (2003)
- Come inguaiammo il cinema italiano - La vera storia di Franco e Ciccio, documentario, regia di Ciprì e Maresco (2004)
- Ciak si vota - miniserie TV, 3 episodi (2006)
- Cipputi Gino, documentario, regia di Tatti Sanguineti (2006)
- Giulio Andreotti - Il cinema visto da vicino, documentario, regia di Tatti Sanguineti (2014)
- Giulio Andreotti - La politica del cinema, documentario, regia di Tatti Sanguineti (2015)
- Permette? Alberto Sordi, film TV, regia di Luca Manfredi (2020)

### Regista
- La tivù di Fellini (2003) - cortometraggio
- Ciak si vota (2006) - miniserie TV, 3 episodi
- Cipputi Gino (2006) - documentario
- La rabbia 1, la rabbia 2, la rabbia 3... l'Arabia (2008) - documentario
- Giulio Andreotti - Il cinema visto da vicino (2014) - documentario
- Giulio Andreotti - La politica del cinema (2015) - documentario

## Libri
- Il cervello di Alberto Sordi. Rodolfo Sonego e il suo cinema, Milano, Adelphi, 2015, ISBN 9788845929779.
- La spiaggia - un film di Alberto Lattuada - Le Mani